# ヤマハ・FZX
FZX（エフゼットエックス）は、ヤマハ発動機が販売していたオートバイの車種名である。排気量を付さず単にFZXと称する場合は750ccの「FZX750」を指す場合が多い。なお250ccネイキッド「ジール」の機種名も「FZX250」であるが、本項では大型自動二輪車のシリーズ車両について詳述する。

## モデル一覧

### FZX750
1986年5月、総排気量自主規制によって輸出専用車種であったVMaxのイメージと重なる国内モデルとして、FZX750（型式2AK）の販売が開始された。VMaxのV型4気筒とは異なり、スポーツモデル「FZ750」に搭載されている45度前傾直列4気筒DOHC5バルブエンジンを、クラス上限の77psを維持しつつ、中低速重視のセッティングに変更して搭載した。
低いシート高、バーハンドルのライディングポジション、十分にパワフルなエンジンの組み合わせで、市街地から峠道までそつなくこなすオールラウンダーであった。1990年には型式・3XFとしてモデルチェンジ。トランスミッションを6速から5速へ変更し、エンジンの最高出力を74psにデチューン。より中低速重視のセッティングとされた。その後一旦生産中止となり1998年に再発売されたものの、自動二輪車にも排出ガス規制が成される事となり2000年を最後に生産を終了した。FZ750同様、クランクケースをFZR1000と共有する。
市販車としては、VMaxの逆輸入車が相当数流通しており、また750cc超二輪車の国内販売が解禁されVMaxの国内仕様が販売開始されたこと等から、本車をVMaxの劣化版とみなす向きもおり、人気車種とはならなかった（所謂マイナー車）ものの、その扱いやすい特性から、ホンダのCBX750ホライゾンとともに限定解除審査の試験車両として、また大型自動二輪教習の開始された自動車教習所でも教習車として採用された。

#### 教習車、技能試験車
前出の通り、自動車教習所・各都道府県の運転免許センターで、教習車・技能試験車として多数用いられていた（FZX750L）。後年、ホンダから総合性能に優れるCB750の教習車仕様が販売され、ヤマハを含む各社750ccクラスの教習車が出揃うと経年式のFZXから代替対象となっていく。
低シート高の教習車としてハーレーダビッドソン・XL883を広告宣伝を兼ねて導入・運用する教習所が増え、またCB750よりも足つき性に優れたホンダ・NC750Lが販売開始された事や償却の終了を理由としてFZXの代替が加速しているものの、若者のバイク離れや人口減少による教習生の減少によって代替もままらない教習所も少なからずあり、また技能試験受験者が多いとは言えない大型自動二輪車の為に新たな予算を割けない運転免許センターの事情もあって、教習仕様車でも足つき性に難のある者が教習を受ける、技能試験を受験する場合に備え、僅かに残ったFZXを温存している教習所・運転免許センターもある。

### Yamaha Fazer

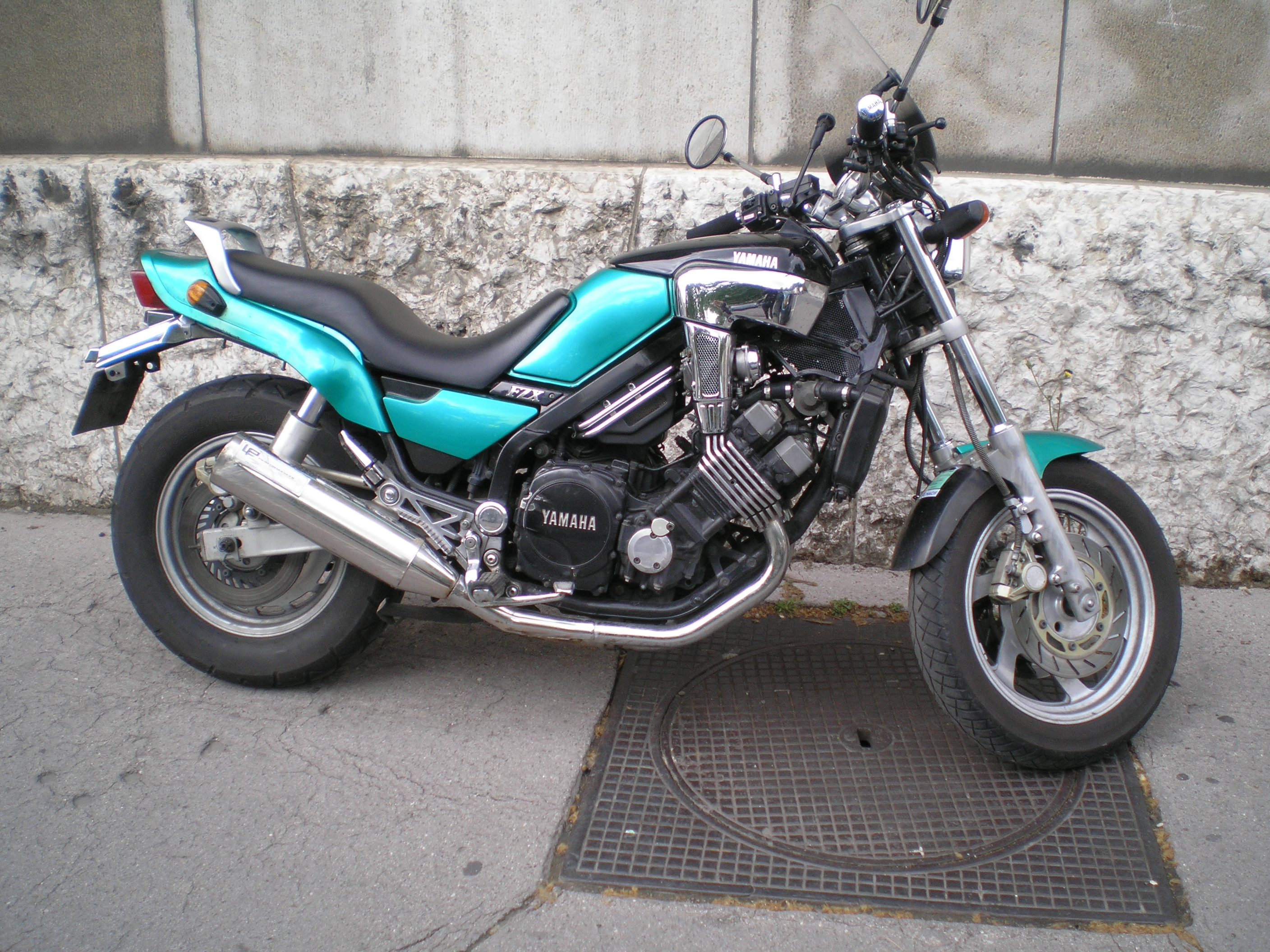
FZX750 Fazer

輸出専用モデル。仕向け地によって各種あるが、EU向けはフルパワー96PSであった。また、国内仕様との外観上の最も違う部分は、タンデムグリップである。国内仕様はシートにあるベルトだが、輸出仕様車はダブルシート後方にアルミダイキャスト製のグリップがある。あとはバックミラーが国内が角型なのに対し、輸出は丸型である。勿論、スピードメーターは輸出は240km/hのフルスケールであった。
国内仕様では紺やシルバーといった落ち着いたカラーしかなかったが、輸出ではアップルレッドなどの明るめの塗色もあり、ニーズの違いを感じる。
サイドカバー上とタンクカバー上面の車名エンブレムは700ccの北米向けを『Fazer』、その他の仕向け地用を『FZX』とした。
対米輸出モデルに関しては、当時の関税の絡みで700ccとなったエンジンを積んだモデルとされた。同系のエンジンを積む、FZ750にも
700ccモデルが設定された。輸出モデルは最後まで6段リターンのままであった。